# Pieter Brongers
Pieter Brongers (Groningen, 3 maart 1813 - Mensingeweer, 27 oktober 1867) was een Nederlands notaris en bestuurder. Hij was tussen 1843 en 1851 burgemeester van Eenrum en in de laatste twee jaar ook van het nabijgelegen Leens. Na zijn burgemeesterschap was Brongers tot zijn overlijden in 1867 werkzaam als notaris, net als zijn vader Hendrik die “keizerlijk notaris” in Groningen was. In 1866 trouwde hij in Leens met Julia Uilkens, zij was een kleindochter van predikant en hoogleraar Jacobus Albertus Uilkens, samen kregen ze een dochter. Brongers ligt begraven op de begraafplaats bij de Michaelkerk in Mensingeweer.